# ريتشارد ماثيسون
ريتشارد بورتن ماثيسون (بالإنجليزية: Richard Matheson) (20 فبراير 1926 - 23 يونيو 2013): مؤلف وكاتب سيناريو أمريكي، في المقام الأول في أنواع الفنتازيا والرعب والخيال العلمي.
أفضل ما يشتهر به هو أنه مؤلف أنا أسطورة، وهي رواية رعب وخيال علمي لعام 1954 اقتُبِسَت للعرض على الشاشة ثلاث مرات، أولهم، فيلم ذا لاست مان أون إيرث (آخر رجل على الأرض)، الذي شارك في كتابة نصه. كتب ماثيسون أيضًا 16 حلقة تلفزيونية من ذا توايلايت زون، بما في ذلك «نايتمير آت 20000 فيت» و «ستيل»، بالإضافة إلى العديد من مقتبسات قصص إدغار آلان بو لروجر كورمان وأميركان إنترناشيونال بيكشرز – هاوس أوف أشر، وذا بيت أند ذا باندلم، وتيلز أوف تيرور، وذا ريفين. اقتبس قصته القصيرة لعام 1971 كسيناريو من إخراج ستيفن سبيلبرغ للفيلم التلفزيوني «دول» في ذلك العام. اقتُبِسَت سبعة من رواياته وقصصه القصيرة كصور متحركة: ذا شرينكنغ مان (صُوِّرَ باسم ذا إنكردبل شرينكنغ مان)، وهيل هاوس (صُوِّرَ باسم ذا ليجيند أوف هيل هاوس)، ووات دريمز ماي كوم، وبيد تايم ريترن (صُوِّرَ باسم ساموير إن تايم) (مكان ما في الزمن)، وأستير أوف إيكوز، وستيل (صُوِّرَ باسم ريل ستيل) (فولاذ حقيقي)، وباتون، باتون (صُوِّرَ باسم ذا بوكس) (الصندوق). استند فيلم كولد سويت على روايته «ركوب الكابوس»، وبُنيّت لي سان دي جلاس (الأثداء الجليدية) على روايته شخص ما ينزف.

## النشأة
ولد ماثيسون في ألينديل بنيو جيرسي للمهاجرين النرويجيين بيرتولف وفاني ماثيسون. انفصلا عندما كان في الثامنة من عمره، وربته والدته في بروكلين بنيويورك. كانت الأعمال المبكرة المؤثرة عليه في الكتابة هي فيلم دراكولا، وروايات كينيث روبرتس، وقصيدة قرأها في صحيفة بروكلين إيجل، حيث نشر قصته القصيرة الأولى في سن الثامنة. التحق بمدرسة بروكلين الثانوية الفنية في عام 1939، وتخرج عام 1943، وخدم في الجيش في أوروبا خلال الحرب العالمية الثانية، وقد شكّل هذا الأساس لروايته لعام 1960، المحاربون غير الملتحين. التحق بمدرسة ميسوري للصحافة بجامعة ميسوري، حيث حصل على درجة البكالوريوس في عام 1949، ثم انتقل إلى كاليفورنيا.

## روابط خارجية
- ريتشارد ماثيسون على موقع IMDb (الإنجليزية)
- ريتشارد ماثيسون على موقع ألو سيني (الفرنسية)
- ريتشارد ماثيسون على موقع ميوزك برينز (الإنجليزية)
- ريتشارد ماثيسون على موقع ميوزك برينز (الإنجليزية)
- ريتشارد ماثيسون على موقع أول موفي (الإنجليزية)
- ريتشارد ماثيسون على موقع قاعدة بيانات الأفلام السويدية (السويدية)
- ريتشارد ماثيسون على موقع إن إن دي بي (الإنجليزية)
- ريتشارد ماثيسون على موقع ديسكوغز (الإنجليزية)
- ريتشارد ماثيسون على موقع قاعدة بيانات الفيلم (الإنجليزية)
- ريتشارد ماثيسون على موقع كينوبويسك (الروسية)